# Haploops laevis
Haploops laevis är en kräftdjursart som beskrevs av Hoek 1882. Haploops laevis ingår i släktet Haploops och familjen Ampeliscidae. Inga underarter finns listade i Catalogue of Life.